# Pia Nilsson
Denna artikeln handlar om golfspelaren Pia Nilsson. Se även Pia Nilsson (politiker) för information om riksdagsledamoten.
Pia Nilsson, född 1958, är en svensk golfspelare och idrottsledare.
Nilsson blev professionell på LPGA-touren 1982 och hade en elfteplats som bäst. I Sverige har hon vunnit en rad tävlingar och 1990 blev hon kapten för damlandslagen och 1996 även för herrlandslagen. Hon var även assisterande kapten i Europas Solheim Cup-lag 1996.
Pia Nilsson har uppmärksammats inom idrottsrörelsen både i Sverige och utomlands för sina ledar- och träningsmetoder som bygger på individanpassade program. Hon föreläser om coaching, kommunikation, golf och ledarskap.

## Meriter

### Segrar påTeliatouren
- 1986 Hooks Pro-Am, SI Trygg-Hansa Open
- 1987 IBM Ladies Open
- 1988 Ängsö Ladies Open
- 1989 Grundig Team Trophy, Stora Lundby Ladies Open, SM Match
- 1990 Grundig Team Trophy

### Juniorsegrar
- 1978 Junior-EM
- 1979 Junior-SM

### Utmärkelser
- 1982 Elitmärket
- 1993 Svenska PGA:s förtjänsttecken i guld
- 1994 Årets svenska kvinnliga idrottsledare
- 1995 Årets svenska idrottsledare, Guldklubban. Tilldelades Tidningarnas Telegrambyrås idrottsledarpris (TT:s idrottsledarpris).
- 1998 H.M Konungens medalj i 8:e storleken i högblått band
- 1999 Hedersmedlem i PGA, Årets Golftränare- Japanska Golf Digest, SISU:s stora ledarstipendium- Bengt Wallin priset
- 2000 Hedersmedlem i LPGA
- 2001 National Golf Coaches Hall of Fame